# رناتو سالواتوری
رناتو سالواتوری (ایتالیایی: Renato Salvatori؛ ‏ ۲۰ مارس ۱۹۳۳ – ۲۷ مارس ۱۹۸۸) یک هنرپیشه اهل ایتالیا بود. وی بین سال‌های ۱۹۵۲ تا ۱۹۸۱ میلادی فعالیت می‌کرد.
از فیلم‌ها یا برنامه‌های تلویزیونی که وی در آن نقش داشته‌است می‌توان به دو زن، زد، روکو و برادرانش، حکومت نظامی، آدم‌های ناشناس، کوئیمادا اشاره کرد.

## زندگینامه
سالواتوریدر سرواتزا از استان لوکا متولد شد. اولین قدم‌های او برای بازیگری به عنوان یک نوجوان عاشق بود اما پس از کار کردن با کارگردانان بزرگی چون لوکینو ویسکونتی، روبرتو روسلینی و ویتوریو دسیکا در دهه ۱۹۶۰ تبدیل به یکی از شخصیت‌های قوی بازیگری در ژانرهای گوناگون شد.

او با آنی ژیراردو در سال ۱۹۶۰ در فیلم روکو و برادرانش ملاقات کرد و در ۶ ژانویه ۱۹۶۲ با او ازدواج کرد. در تضاد با رابطه خارج از دوربینشان، در آن فیلم سالواتوری نقش یک مشت زنی که به یک آدمکش تبدیل می‌شود را بازی می‌کند که به‌طور زننده‌ای به آنی که نقش یک روسپی را بازی می‌کند تجاوز می‌کند. آن‌ها دختری داشتند به نام جولیا، بعداً آن‌ها از هم جدا شدند اما هرگز طلاق نگرفتند.

سالواتوری در رم از بیماری سیروز کبدی درگذشت.

## فیلم‌شناسی
- دختران میدان اسپانیا (۱۹۵۲)
- یولاندا (۱۹۵۲)
- سه دزد دریایی(۱۹۵۳)
- یکشنبه محلی خوب(۱۹۵۳)
- چه شریرند مردان! (۱۹۵۳)
- فقیر اما زیبا (۱۹۵۷)
- زیبا اما فقیر(۱۹۵۷)
- مادربزرگ سابل(۱۹۵۷)
- شوهران در شهر(۱۹۵۷)
- آدم‌های ناشناس (۱۹۵۸)
- روکو و برادرانش (۱۹۶۰)
- دو زن (۱۹۶۰)
- زد (۱۹۶۹)
- کوئیمادا (۱۹۶۹)
- حکومت نظامی (۱۹۷۲)
- جسدهای سرشناس (۱۹۷۶)
- ماه (۱۹۷۹)
- گمشده و پیداشده (۱۹۸۰)
- تراژدی یک مرد محضک (۱۹۸۱)
- آس (۱۹۸۱)